# Lewis Nash
Lewis Nash (* 30. prosince 1958 Phoenix) je americký jazzový bubeník. Roku 1981 se z rodné Arizony přestěhoval do New Yorku, kde se později stal členem doprovodné skupiny zpěvačky Betty Carter. Vydal několik alb pod svým jménem a spolupracoval s řadou dalších hudebníků, mezi které patří Dizzy Gillespie, Joe Wilder, Tošiko Akijoši, McCoy Tyner, Joe Lovano nebo Chris Potter. V roce 2008 byl členem skupiny The Blue Note 7, která byla speciálně sestavena u příležitosti sedmdesátého výročí vydavatelství Blue Note Records.